# Jeff Chandler
Jeff Chandler (nacido como Ira Grossel; en yidis: יראַ גראָססעל; Brooklyn, Nueva York, 15 de diciembre de 1918-Culver City, California, 17 de junio de 1961) fue un actor estadounidense. Es recordado por su interpretación de Cochise en Broken Arrow (1950), que le valió una nominación al Oscar. Fue una de las estrellas masculinas más populares de Universal Pictures en los años 1950, protagonizando, entre otras películas, Sword in the Desert (1948), Deported (1950) Female on the Beach (1955) y Away All Boats (1956). 

## Biografía
Fue registrado a su nacimiento con el nombre de Ira Grossel en el seno de una familia judía de Brooklyn (Nueva York). Fue el único hijo de Phillip Grosse y su esposa Anna (de soltera Herman). Siendo un niño, quedó a cargo de su madre tras la separación de sus padres. Estudió en el Erasmus Hall High School, alma mater de muchas estrellas y personalidades del cine y del teatro. Una de sus compañeras de estudios fue Susan Hayward. Su padre estaba relacionado con el sector de la restauración y le consiguió trabajo como cajero en un restaurante. Chandler decía que siempre quiso ser actor, así que estudió arte durante un año y trabajó como diseñador gráfico para una empresa de venta por catálogo con una paga de 18 dólares a la semana. Con el tiempo ahorró dinero suficiente para tomar un curso de actuación en la Feagin School of Dramatic Art de Nueva York. Trabajó luego brevemente en la radio y más adelante como actor en una compañía de teatro de Long Island. Trabajó durante dos años en compañías de teatro, y con una de las cuales protagonizó The Trojan Horse (El caballo de Troya) junto a los cantantes y actores Gordon MacRae y su esposa Sheila MacRae quienes se convertirían en buenos amigos.
Chandler formó su propia compañía, The Shady Lane Playhouse, en Illinois durante el verano de 1941. Recorrió con cierto éxito el Medio Oeste, apareciendo en obras como The Bad Man, Seventh Heaven, The New Minister y Pigs. Cuando los Estados Unidos entraron en la Segunda Guerra Mundial se alistó en el ejército. Estuvo cuatro años en las islas Aleutianas y terminó su servicio con el rango de teniente.

## Broken Arrowy al estrellato
El escritor-director Delmer Daves estaba buscando un actor para el papel de Cochise en el western Broken Arrow (1950) para la 20th Century Fox. Él participaría en la elección y en palabras de Chandler: «Fox quería a un tipo lo bastante grande físicamente para interpretar el papel, y lo bastante desconocido para los cinéfilos que resultara auténtico». La actuación de Chandler en el papel de un líder similar de la resistencia en Sword of the Desert llamó la atención del estudio, que lo tomó prestado de Universal en mayo de 1949. Como parte del acuerdo, Chandler firmó con Fox para hacer una película anual durante seis años. También tuvo que dejar sus programas de radio Michael Shayne y Miss Brooks por varias semanas.
Broken Arrow tuvo un gran éxito de taquilla, lo que le valió a Chandler una nominación al Oscar y lo convirtió en una estrella. Fue el primer actor nominado por la Academia por su interpretación de un nativo americano.
Incluso antes del estreno de Broken Arrow, Chandler ya había adquirido el estatus de protagonista en Universal. Debía rodar Death on a Sidestreet y The Lady Count pero ninguna de las dos llegó a rodarse. En su lugar se quedó el papel de un gánster al estilo de Lucky Luciano –previsto originalmente para Dana Andrews– en Deported para el productor Robert Buckner, quien lo había visto en Sword in the Desert. «No sabía porqué me dieron el papel [bromeaba Chandler en esa época], quizá porque les ahorraba dinero». La película se rodó en Italia, aunque los compromisos radiofónicos del actor obligaron a que parte del rodaje se realizara en Hollywood.
En su segunda película con Fox interpretó a un amargado oficial de caballería de la Unión en Two Flags West con el director Robert Wise. Chandler sustituyó a Lee J. Cobb en la que fue una de sus interpretaciones menos habituales, más un papel secundario que un protagonista. La ubicación del rodaje exigió que tuviera que viajar regularmente a Hollywood durante toda la producción.
Regresó a Universal para interpretar a un aventurero en Smuggler's Island un papel muy ligado a su real personalidad como comentaría más tarde. No obstante, Hollywood lo hizo interpretar personajes de diferentes nacionalidades. Según una descripción, «tenía un rostro inusual, con rasgos firmes y huesudos que parecían encajar perfectamente en cualquier tipo de papel».
Volvió a trabajar con Fox y Delmer Daves interpretando a un jefe polinesio en Bird of Paradise (1951), papel que Chandler consideró una variación de su interpretación como Cochise. Sería su último trabajo para la Universal durante varios años.
Regresó a Universal, interpretando a un boxeador en "Iron Man" (1951), una versión de una vieja película de Lew Ayres.  También interpretó el papel de un jefe árabe en Flame of Araby (1951) con Maureen O'Hara
En esa época, Chandler mostró su insatisfacción por interpretar películas en lugar de hacer radio, diciendo: «Los actores de la radio tienen que dar vida a sus papeles y solo tienen sus voces para conseguirlo. Pero en el cine, la técnica es bastante diferente. El actor es solo una pequeña parte de la representación. Presta su inteligencia y personalidad al papel, pero la mayor parte de la obra depende del productor, que le da un papel concreto, al director, que le dice cómo actuar, y al montador, que edita lo que se ha rodado. Por eso, hacer películas no me resulta especialmente gratificante. Me gustaría probar a escribir y dirigir».
Chandler volvió a interpretar a Cochise en otro western, The Battle at Apache Pass para Universal. Luego haría una película de guerra, Red Ball Express, y otra de capa y espada, Yankee Buccaneer. Hizo un cameo en Meet Danny Wilson y cambió su registro interpretando un papel secundario con Loretta Young en Because of you, papel que años más tarde señaló como su favorito. Young  diría de Chandler: «era más una personalidad que un actor... un hombre encantador».
20th Century-Fox estaba interesada en Chandler y le ofreció papeles en las películas The Day the Earth Stood Still, Lydia Bailey, Les Misérables y The Secret of Convict Lake, pero Universal rechazó sus ofrecimientos porque Chandler ya se había convertido en una de sus grandes estrellas.
Our Miss Brooks pasó a la televisión pero el contrato de Chandler no le permitía trabajar en la pequeña pantalla, y su papel fue interpretado por Robert Rockwell. En el programa radiofónico Peggy Lee demostró su talento para cantar y siguió haciéndolo durante la siguiente década.

## Nuevo contrato
En julio de 1952 firmó un contrato con Universal por el doble de salario. Su primera película bajo este contrato fue un western, The Great Sioux Uprising, al que siguieron otra película de aventuras, East of Sumatra, y War Arrow con Maureen O'Hara.
Esto significó que Chandler se perdiera el papel de Demetrius en The Robe (1953) para la Fox, papel para el que se le había considerado y que al final interpretaría Victor Mature. También se perdió el papel de Magnificent Obsession, interpretado finalmente por Rock Hudson, que había sido actor de reparto en Iron Man. Ambas películas, The Robe y Magnificent Obsession fueron grandes éxitos. Chandler interpretó a Cochise por tercera vez en un cameo en Taza, Son of Cochise, protagonizada por Rock Hudson, que no tardó en sustituir a Chandler como principal estrella masculina de Universal.
Universal anunció su intervención en "Chief Crazy Horse" (El Jefe Caballo Loco) pero su papel terminó siendo interpretado por Victor Mature. En su lugar, apareció en "Yankee Pasha" y comenzó a cantar en clubes nocturnos. Dejó su programa de radio Our Miss Brooks después de cinco años «para descansar [dijo]. Aunque el programa no duraba mucho tiempo, me ocupaba todo el domingo».
Actuó en una costosa película épica para Universal interpretando al emperador Marciano en Sign of the Pagan («Atila, rey de los hunos»). Coprotagonizó  "Foxfire" con Jane Russell en 1955, que según sus propias palabras, le encantó porque «en esta no tengo que ser tan espantosamente monosilábico». Hizo Female on the Beach con Joan Crawford y comenzó a lanzar sus discos.

### Conflictos con Universal

Chandler en 1954.

En 1954, Chandler comenzaba a quejarse de su carga de trabajo: «Simplemente tu tiempo ya no es tuyo. Cuando recorres el país –como yo hago ahora para promocionar mis discos de Decca, I Should Care y More Than Anyone y para Internacional Universal, mi estudio– todas las horas del día están ocupadas, de los programas matutinos a los de medianoche. Y en Hollywood, si no estás rodando una película o preparándote para la siguiente, tienes que seguir estudiando. Me empeño en contestar a todo mi correo, y cuando me piden un autógrafo no solo me siento halagado. Lo veo como lo mínimo que puedo hacer por la gente a quien debo mis éxitos».
En mayo se negó a protagonizar Six Bridges to Cross y Universal lo suspendió. En el papel lo sustituyó George Nader. Habló de hacer Young Moses y un western con sus amigos Tony Curtis y Janet Leigh, que al final no se realizó. Según dijo, «No merece la pena ser una estrella de cine».
Chandler hizo las paces con Universal, que lo colocó en Lady Godiva of Coventry. Rechazó el papel y fue sustituido otra vez por George Nader. La disputa en esa ocasión no fue por dinero sino por el exceso de trabajo de Chandler.
Universal le dio un papel en el costoso remake de The Spoilers, y después le ofreció protagonizar una de las películas más prestigiosas del estudio de ese año, Away All Boats.
Rodó el western Pillars of the Sky y después cambió de estilo con la comedia The Toy Tiger, la cuarta película que hizo ese año. Louella Parsons dijo que Chandler era «el actor más ocupado de la ciudad [...] Estos días, Jeff es tan feliz en su vida privada que hace todo lo que quiere el estudio».
A finales de ese año formó su propia productora, Earlmar, con su agente Meyer Mishkin, que tenía que comenzar a funcionar en agosto de 1956, cuando finalizase el contrato de exclusividad con Universal. No obstante, Chandler pretendía seguir trabajando con Universal con un contrato para varias películas. Fue votado la séptima estrella más popular por los espectadores del Reino Unido.

### Productor y nuevo contrato con Universal
En 1956 Universal dio a Chandler permiso especial para ausentarse por "un período de varios meses" para que realizara su propia película para Earlmar. A cambio, hizo dos películas para Universal bajo su contrato original y bajo un nuevo contrato de acuerdo al nuevo arreglo, según el cual aparecería en dos películas al año durante un período de tres años.
Earlmar rodó seis películas con United Artist, con la condición de que Chandler aparecería en tres películas. Actuó y produjo la primera película para Earlmar, un western titulado Drango. «No es una historia de indios —diría Chandler–. Dejen descansar a Cochise en paz». Compró los derechos de la novela Lincoln McEever pero nunca se llevó al cine. Drango sería una producción aislada para Earlmar.

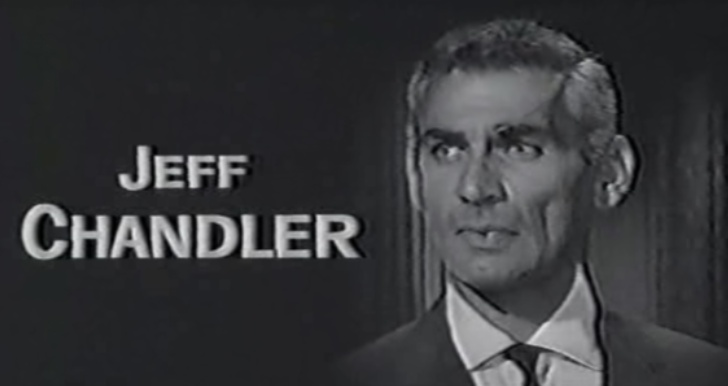
Chandler en The Tattered Dress (1957).

Después de Drango, rodó las dos últimas películas con el contrato original de Universal: The Tattered Dress, donde interpretó a un abogado en un melodrama y Man in the Shadow, que coprotagonizó con Orson Welles. Tenía compromiso de hacer dos películas al año en Universal hasta 1959.

## Vida personal
En 1946 se casó con la actriz Marjorie Hoshelle, con quien tuvo dos hijas y de la que se separó primero en 1954 y luego definitiva y legalmente, a solicitud de ella, en 1957. Sus dos hijas murieron de cáncer, igual que su madre, una tía materna, un tío y su abuelo.
Chandler tuvo una relación amorosa con Gloria De Haven, que fue publicada en Confidential Magazine. En un juicio Fred Otash dijo que los detectives los habían seguido para conseguir la historia.
Tuvo una relación amorosa con Esther Williams que en su autobiografía publicada en 1999 reveló que Chandler practicaba el travestismo. Los Angeles Times publicó entrevistas con amigos y compañeros de Chandler, que negaron tal afirmación. Jane Russell comentó: «Nunca escuché tal cosa. El travestismo sería lo último que yo esperaría de Jeff. Era un tipo muy dulce, definitivamente todo un hombre». También tuvo una relación amorosa con Ann Sheridan.
Representó al sindicato de actores Screen Actors Guild en 1960 durante la huelga de actores.
Cuando Sammy Davis, Jr. perdió un ojo en un accidente y estuvo en peligro de perder el otro, Chandler le ofreció uno de los suyos: él había estado a punto de perder un ojo en un accidente automovilístico.
Apoyó públicamente al gobierno de Israel, lo que hizo que la República Árabe Unida prohibiera en 1960 todas sus películas en los países árabes.

## Muerte
El 15 de abril de 1961, mientras rodaba Merrill's Marauders en Filipinas, se lesionó la espalda mientras jugaba al baloncesto con los soldados de las fuerzas especiales de los Estados Unidos, que hacían de extras en la película. Recibió tratamiento analgésico parenteral para aliviar el dolor y poder terminar el rodaje.
El 13 de mayo de 1961 ingresó en el Hospital Culver City, donde se le practicaría una laminectomía para la corrección de la hernia de disco. Se presentaron complicaciones severas: se dañó una arteria, lo que provocó una fuerte hemorragia. El 17 de mayo de 1961 se le realizó una cirugía de urgencia con una duración de siete horas y media en la que recibió más de 26 litros de sangre. El 27 de mayo se realizó una tercera operación durante la que recibió 9,5 litros de sangre.
Murió el 17 de junio de 1961 por una infección sanguínea (septicemia) complicada con neumonía. Está enterrado en el cementerio Hillside Memorial Park.

## Filmografía
| Año  | Título                                         | Personaje                                                        |
| ---- | ---------------------------------------------- | ---------------------------------------------------------------- |
| 1945 | Thrill of a Romance                            | Cantante (no acreditado)                                         |
| 1947 | Johnny O'Clock                                 | Turco (no acreditado)                                            |
| 1947 | The Invisible Wall                             | Al Conway, secuaz                                                |
| 1947 | Roses Are Red                                  | Knuckles                                                         |
| 1949 | Mr. Belvedere Goes to College                  | Pratt (no acreditado)                                            |
| 1949 | Sword in the Desert                            | Asvan Kurta                                                      |
| 1949 | Abandoned                                      | Jefe MacRae                                                      |
| 1950 | Broken Arrow                                   | Cochise                                                          |
| 1950 | Deported                                       | Vic Smith                                                        |
| 1950 | The Desert Hawk                                | Narrador al principio de la película (no acreditado)             |
| 1950 | Abbott and Costello in the Foreign Legion      | Narrador (no acreditado)                                         |
| 1950 | Two Flags West                                 | Mayor Henry Kenniston                                            |
| 1951 | Double Crossbones                              | Narrador (no acreditado)                                         |
| 1951 | Bird of Paradise                               | Tenga                                                            |
| 1951 | Smuggler's Island                              | Steve Kent                                                       |
| 1951 | Iron Man                                       | Coke Mason                                                       |
| 1951 | Meet Danny Wilson                              | Jeff Chandler – patrono del club nocturno (cameo, no acreditado) |
| 1951 | Flame of Araby                                 | Tamerlán                                                         |
| 1952 | The Battle at Apache Pass                      | Cochise                                                          |
| 1952 | Red Ball Express                               | Teniente Chick Campbell                                          |
| 1952 | Son of Ali Baba                                | Narrador al principio de la película (no acreditado)             |
| 1952 | Yankee Buccaneer                               | David Porter                                                     |
| 1952 | Because of You                                 | Steve Kimberly                                                   |
| 1953 | Girls in the Night                             | Narrador al final de la película (no acreditado)                 |
| 1953 | The Great Sioux Uprising                       | Jonathan Westgate                                                |
| 1953 | East of Sumatra                                | Duke Mullane                                                     |
| 1953 | War Arrow                                      | Mayor Howell Brady                                               |
| 1953 | Southern Cross                                 | Narrador                                                         |
| 1954 | Taza, Son of Cochise                           | Cochise (no acreditado)                                          |
| 1954 | Yankee Pasha                                   | Jason Starbuck                                                   |
| 1954 | Sign of the Pagan                              | Marciano                                                         |
| 1955 | Foxfire                                        | Jonathan Dartland                                                |
| 1955 | Female on the Beach                            | Drummond Hall                                                    |
| 1955 | The Spoilers                                   | Roy Glennister                                                   |
| 1955 | The Nat King Cole Musical Story (cortometraje) | Narrador                                                         |
| 1956 | The Toy Tiger                                  | Rick Todd                                                        |
| 1956 | Away All Boats                                 | Capitán Jebediah S. Halcones                                     |
| 1956 | Pillars of the Sky                             | Sargento primero Emmett Bell                                     |
| 1957 | Drango                                         | Mayor Clint Drango (también productor)                           |
| 1957 | The Tattered Dress                             | James Gordon Blane                                               |
| 1957 | Man in the Shadow                              | Ben Sadler                                                       |
| 1957 | Jeanne Eagels                                  | Sal Satori                                                       |
| 1958 | The Lady Takes a Flyer                         | Mike Dandridge                                                   |
| 1958 | Raw Wind in Eden                               | Mark Moore / Scott Moorehouse                                    |
| 1959 | A Stranger in My Arms                          | Mayor Pike Yarnell                                               |
| 1959 | Thunder in the Sun                             | Lon Bennett                                                      |
| 1959 | Ten Seconds to Hell                            | Karl Wirtz                                                       |
| 1959 | The Jayhawkers!                                | Luke Darcy                                                       |
| 1960 | The Plunderers                                 | Sam Christy (también productor)                                  |
| 1960 | A Story of David                               | Rey David                                                        |
| 1961 | Return to Peyton Place                         | Lewis Jackman                                                    |
| 1962 | Merrill's Marauders                            | Frank Merrill                                                    |

### Películas no realizadas
- One Way Street (1950) - originalmente anunciado como el protagonista[30]
- The Angry River (1952) - historia sobre la expedición geográfica de Powell de 1869[31]
- Vermillion O'Toole with Ann Sheridan (1952)[32]
- The Holy Grail (1953) - epopeya religiosa ambientada en el año 6 d. C.[33]
- Huk (1954) - película sobre la Segunda Guerra Mundial escrita por Stirling Silliphant[34]
- Young Moses (1954)[35]
- Chief Crazy Horse (1955) - mencionado por el papel representado por Victor Mature[36]
- Lincoln McKeever (1956) - basada en una novela de Eleazar Lipsky sobre un hombre de la frontera designado para la Corte Suprema; destinada a ser la segunda película que Chandler hizo para su propia compañía y United Artists, después de Drango[37]
- The Gallileans (1956) - para el productor Aaron Rosenberg[38]

## Premios y distinciones
Premios Óscar
| Año  | Categoría              | Película    | Resultado |
| ---- | ---------------------- | ----------- | --------- |
| 1951 | Mejor actor de reparto | Flecha rota | Nominado  |